# Anne Valentina Berthelsen
Anne Valentina Berthelsen (nascida em 16 de setembro de 1994, em Hørsholm) é uma política dinamarquesa, membro do Folketing pelo Partido Popular Socialista. Ela foi eleita para o Folketing nas eleições legislativas dinamarquesas de 2019.

## Carreira política
Berthelsen concorreu pela primeira vez ao parlamento na eleição de 2019, onde recebeu 1.304 votos. Isso foi o suficiente para ela obter um dos assentos niveladores do Partido Popular Socialista.